# كيه جي 200
كيه جي (باللغة الإنجليزية "Battle Wing 200" أو "Air Battle Group 200") وحدة للعمليات الخاصة الألمانية التابعة لسلاح الجو النازي لوفتفافه خلال الحرب العالمية الثانية. نفذت الوحدة عمليات قصف ونقل خاصة صعبة، ورحلات استطلاعية بعيدة المدى، واختبرت تصميمات جديدة للطائرات وقامت بتشغيل طائرات تم الاستيلاء عليها.  

## التاريخ
بدأ تاريخ وحدة في عام 1934، عندما شكلت لوفتفافه سرب استطلاع تحت قيادة الأوبريست ثيودور رووييل والحق إلى هيئة المخابرات العسكرية في الفيرماخت. عندما بدأت المخابرات العسكرية بفقد حسن النية لهتلر خلال الحرب، تم تشكيل وحدة استطلاعية جديدة وهي تشكيل الاختبار الثاني 2nd Test Formation، في عام 1942 تحت قيادة فيرنر باومباخ. تم دمج هذه الوحدة مع تشكيل الاختبار الأول في مارس 1944 لتكوين كيه جي 200 في 20 فبراير 1944.
في 11 نوفمبر 1944 أصبح باومباش Geschwaderkommodore ، تم تنفيذ جميع مهام العمليات الجوية الخاصة من قبل كيه جي 200 تحت قيادة باومباخ.

## البعثات
نفذت الوحدة مجموعة واسعة من المهام:

### استطلاع طويل المدى
قبل بداية الحرب، كانت الاستطلاعات الجوية تنفذ عادة بواسطة طائرات لوفتهانزا المدنية المزودة بكاميرات. استمرت هذه الممارسة طوال الحرب طالما ظلت الخطوط الجوية المدنية تعمل؛ في وقت لاحق، تم تنفيذ المهمات غالبا من قبل يونكرز يو 86 التي كانت تطير على ارتفاعات عالية أو بواسطة القوارب الطائرة. نظرًا لنقص الطائرات الألمانية ذات المدى الكافي، استخدمت بعض البعثات إعادة الطائرات الأمريكية بوينغ بي-17 القلعة الطائرةأو كونسوليداتيد بي-24 ليبراتور و Tu-2s السوفياتية. بالنسبة للجزء الأكبر، تم استخدام هذه الطائرات لأدوار إعادة التوريد (إسقاط الإمدادات للقوات الألمانية العاملة خلف خطوط العدو) أو لنقل الأفراد المهمين.

### كيه جي 200 في الشرق الأوسط
ابتداءً من أوائل عام 1944 (ربما في وقت مبكر من نوفمبر 1943) وقعت عمليتا «درة» و «بوني هوب» التي لم تدم طويلاً في خليج سرت في ليبيا مع وجود قواعد سرية في المكرام ووادي تمت وكذلك في شوت الجريد خلفهما. خط مارث. واستخدمت هذه العمليات طاشرات (طويلة المدى) Messerschmitt Bf-108، واثنين من طائرات Heinkel He 111s ، و B-17 الذي على الرغم من تعرضه لأضرار بالغة أثناء غارة على مفرزة تابعة لقوات الدفاع السودانية، تمكن من العودة إلى أثينا للإصلاح. إلى جانب الاستخبارات المحلية وعمل الأرصاد الجوية، كان هدفهم نقل العملاء عبر غرب إفريقيا الفرنسية إلى القاهرة وفريتاون ودوربان. 